# Пези-Кодон
Пези́-Кодо́н (фр. Paisy-Cosdon) — коммуна во Франции, находится в регионе Шампань — Арденны. Департамент — Об. Входит в состав кантона Экс-ан-От. Округ коммуны — Труа.
Код INSEE коммуны — 10276.
Коммуна расположена приблизительно в 125 км к юго-востоку от Парижа, в 95 км юго-западнее Шалон-ан-Шампани, в 28 км к западу от Труа.

## Население
Население коммуны на 2008 год составляло 318 человек.
| 1962 | 1968 | 1975 | 1982 | 1990 | 1999 | 2008 |
| ---- | ---- | ---- | ---- | ---- | ---- | ---- |
| 148  | 200  | 202  | 206  | 247  | 264  | 318  |

## Экономика
В 2007 году среди 181 человека в трудоспособном возрасте (15—64 лет) 140 были экономически активными, 41 — неактивными (показатель активности — 77,3 %, в 1999 году было 69,9 %). Из 140 активных работали 127 человек (68 мужчин и 59 женщин), безработных было 13 (7 мужчин и 6 женщин). Среди 41 неактивных 11 человек были учениками или студентами, 16 — пенсионерами, 14 были неактивными по другим причинам.

## Фотогалерея

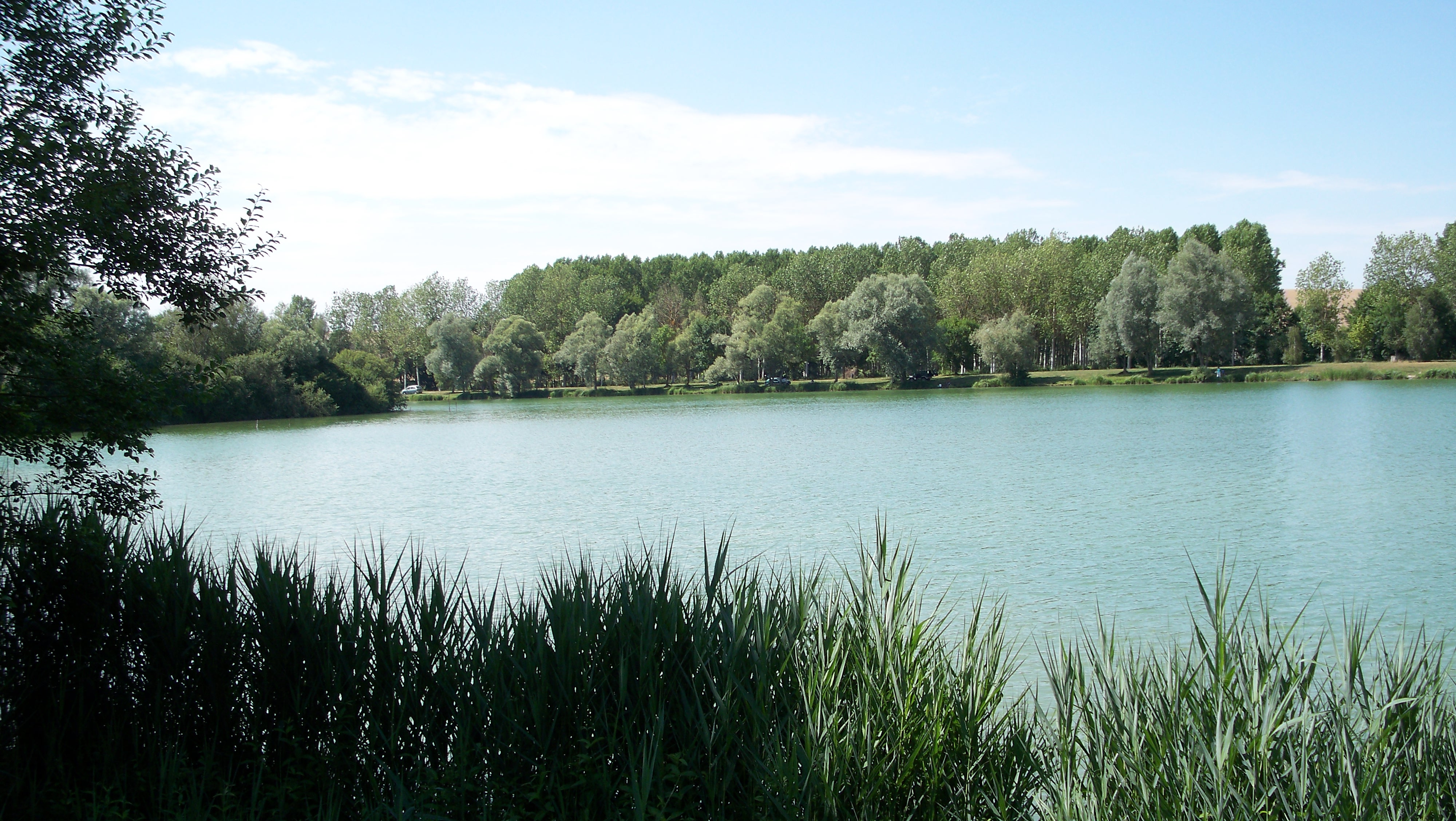
Озеро Пези-Кодон
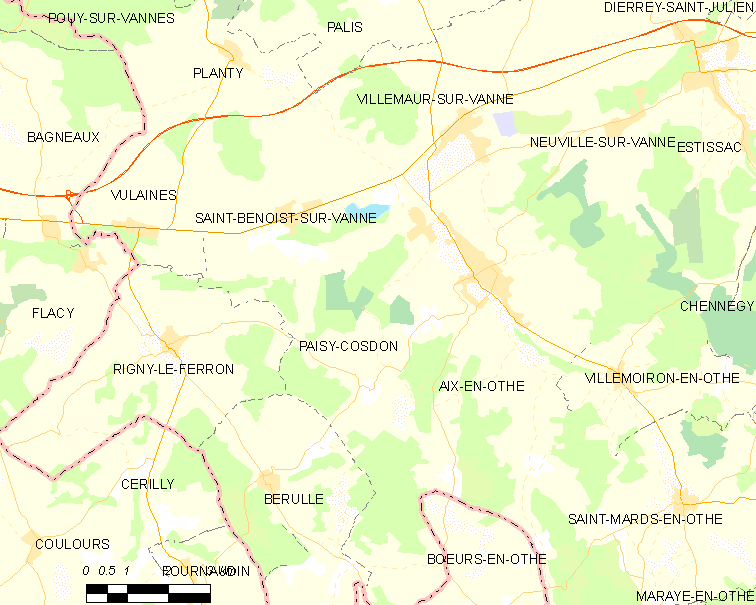
Карта коммуны